# 俄占克里米亞

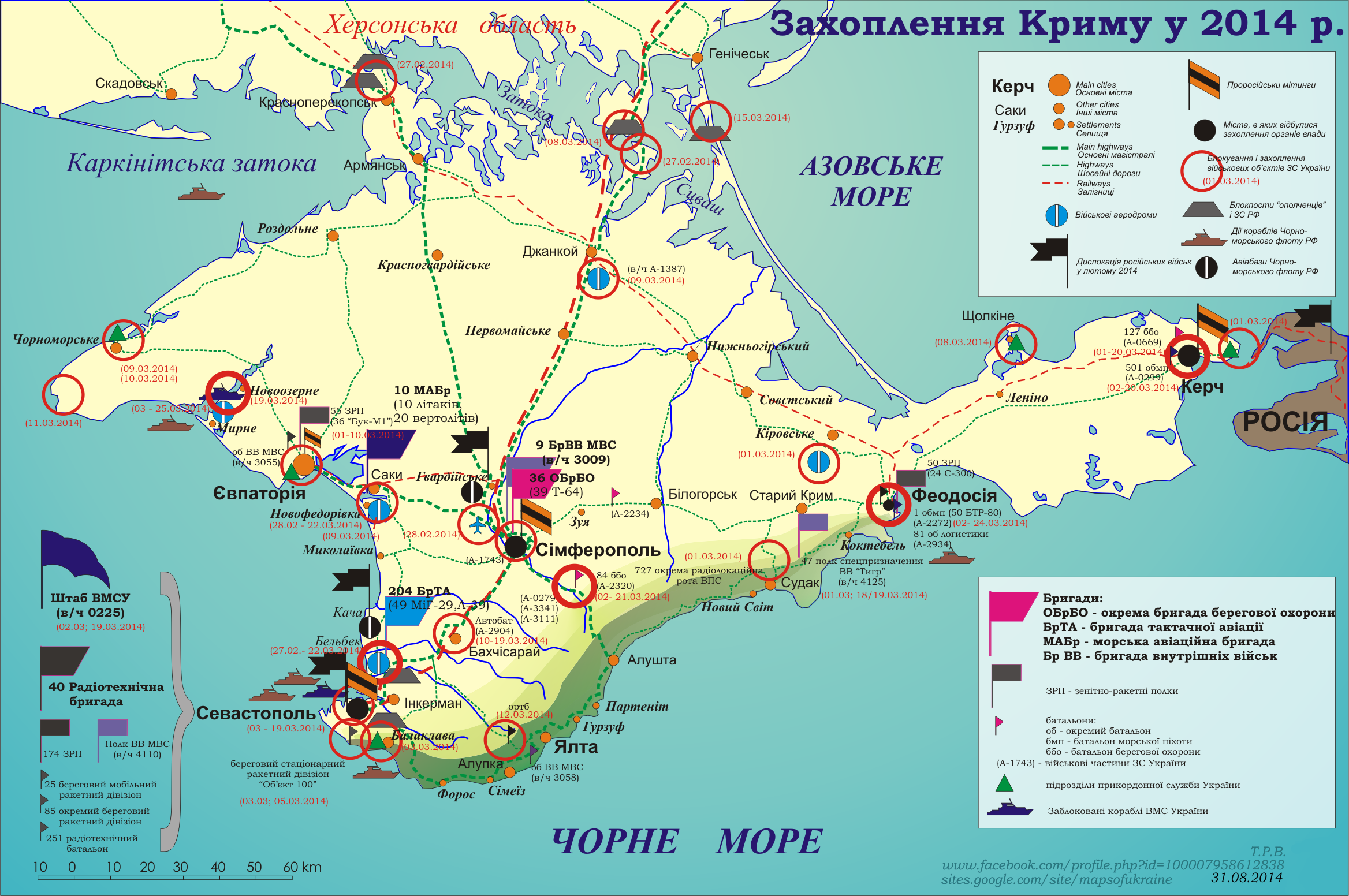
2014年3月，烏克蘭武裝部隊在克里米亚被围攻和俘虏

俄佔克里米亞是俄羅斯自2014年2月20日起至今對烏克蘭領土克里米亞所進行的非法軍事佔領，被廣泛認為是俄烏戰爭的開始。目前，承認俄羅斯聯邦併吞克里米亞是俄羅斯提出的停戰基本條件之一，然而烏克蘭目前仍堅持通過軍事手段結束俄羅斯對克里米亞的佔領。

## 佔領
2月26日至27日晚，俄羅斯特種部隊佔領並封鎖了克里米亞最高拉達大樓和克里米亞部長會議。所謂的克里米亞民兵代表在俄羅斯武裝部隊軍事人員的支持下，於5月25日佔領了其他行政大樓、辛菲羅波爾和塞瓦斯托波爾的機場、通訊設施、大眾媒體等。2014年——烏克蘭總統選舉日。同時，由於不允許媒體參加會議，因此是否達到法定人數令人怀疑。俄羅斯極端主義者伊戈爾·斯特列爾科夫在播放俄羅斯電視節目之一時承認，克里米亞自治共和國最高拉達的代表投票支持克里米亞與烏克蘭分離的決定，被強行趕走。——被稱為“民兵”，他本人就是這個“民兵”的指挥官之一。很快，公投的日期就變了兩次：先是移到了3月30日，然後是移到了3月16日。問題的措辞也發生了變化——不是擴大自治，而是加入俄羅斯。事實上，這兩個“替代”問題都是以排除克里米亞属於烏克蘭的方式提出的。
同時，根據烏克蘭立法，由於烏克蘭是一個單一制國家，地區分離問題只能通過全民公決解決。有鉴於此，即使在公投舉行之前，澳洲、加拿大、歐盟、英國、美國等許多國家的領導人都認為這是非法的，其結果無效。
2014年3月1日，俄羅斯委員會支持俄羅斯總統普京關於允許在烏克蘭境内使用俄罗斯联邦武装力量的呼籲。烏克蘭國家安全與國防委員會針對俄羅斯的侵略，決定让烏克蘭武裝部隊处於全面戒備狀态，並制定了“在俄羅斯直接發動戰爭侵略的情况下的詳细行動計劃”。

### 吞併
2014年3月16日，舉行了克里米亞公投，根據俄方的官方數據，克里米亞和塞瓦斯托波爾市 96.77% 的居民投票支持將各自領土與俄羅斯統一。3月17日，克里米亞自治共和國最高拉達宣布克里米亞共和國獨立，並於3月18日，在克里姆林宫格奥爾基耶夫斯基大廳，俄羅斯總統普京與自稱主席的克里米亞自治共和國部長會議謝爾蓋·阿克肖諾夫、克里米亞自治共和國最高拉達議長弗拉基米爾·康斯坦丁諾夫和塞瓦斯托波爾阿列克谢·恰雷自稱的生活簽署了《克里米亞共和國加入俄羅斯條約》。3月21日，聯邦委員會通過了一項關於批准3月18日條約的法律和一項關於組建聯邦新主體——克里米亞共和國和聯邦城市塞瓦斯托波爾的法律，確保通過以下方式吞併這些地區俄羅斯。
2014年3月27日，聯合國大會支持烏克蘭的領土完整，承認克里米亞自治共和國和塞瓦斯托波爾是其組成部分。194個聯合國會員國中有100個對相關決議投了贊成票。只有11個國家投了反對票（亞美尼亞、白俄羅斯、玻利維亞、古巴、尼加拉瓜、北韓、俄羅斯、蘇丹、叙利亞、委內瑞拉和辛巴威），共58國弃权。烏克蘭不承認強行吞併克里米亞，不被聯合國大會、歐洲理事會議員大會、歐洲安全與合作組織議會大會承認，也與威尼斯委員會的決定互相矛盾，而俄羅斯當局則將其解釋為“克里米亞回歸俄羅斯。”根據烏克蘭《關於確保烏克蘭臨時佔領區公民权利和自由及法律制度的法律》，克里米亞半島領土因俄佔而被視為臨時佔領區。

### 刻赤海峽事件
2018年11月25日，由兩艘小型裝甲炮艇“别爾江斯克”和“尼科波爾”號以及一艘突襲拖船“亚内卡普”號組成的烏克蘭海軍舰艇計劃从黑海的敖德萨港過渡到亞速海的馬里烏波爾港。烏方按照國際標准提前告知航线，以確保航行安全。在刻赤海峽地區，他们被一艘俄羅斯油轮攔住，這艘油轮封鎖了佔領當局修建的克里米亞大橋下的通道。违反聯合國海洋法公約和烏克蘭與俄羅斯關於合作使用亞速海和刻赤海峽的條約，俄羅斯的邊防船只（巡邏邊防船 Sobol 型，DonPSKR，貓鼬型船，Suzdalets MPK）對烏克蘭武裝部隊海軍的船只採取了侵略行動。邊防舰“唐”號撞上一艘烏克蘭突襲拖船，導致該船的主機、外板和栏杆受损，救生筏丢失。异教徒的派遣服务拒絕確保國際协定所保障的航行自由权。所有三艘烏克蘭船只都被俄軍俘虏。24名水手被俘，其中6人受伤。同日，烏克蘭召開國家安全與國防委員會紧急會議，討論實施戒严令。第二天，即11月26日，他们批准了實施戒严30天的決定。

### 被佔領的烏克蘭族裔狀况

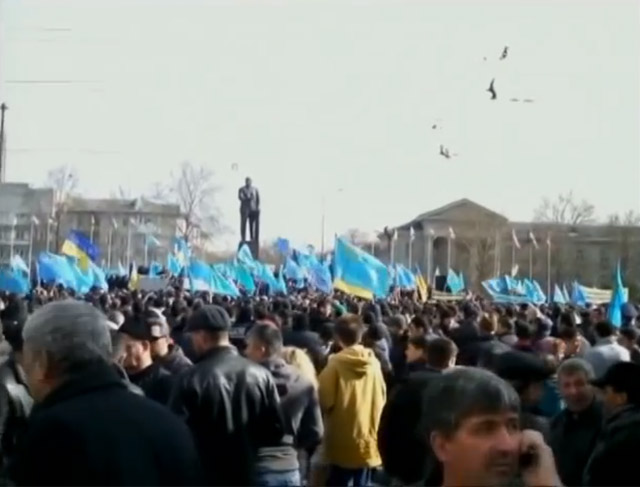
2014年2月, 在辛菲罗波尔举行的亲烏克蘭示威

2014年秋季，俄羅斯當局在被佔領的克里米亞進行人口普查，據統計，該半島有34.45萬烏克蘭人（15.7%），母語為烏克蘭語，只有3.3%的克里米亞人口是本地人。根據社會學家Iryna Bekeshkina的說法，烏克蘭人數量的减少是由於部分烏克蘭人的自認身份從烏克蘭人變為俄羅斯人。佔領後，許多烏克蘭人和克里米亞韃靼人開始離開克里米亞前往烏克蘭大陸。截至2019年8月15日，40,733名來自被佔半島的流離失所者在烏克蘭大陸正式登記。與此同時，随着克里米亞韃靼运動的积極分子在2018年受到關注，在4年的佔領期間，數十萬的俄羅斯人民在俄羅斯政府的协助下移居至克里米亞。這些都是為了再次改變半島的民族結構，讓俄方能為吞併作更好的辯護。
佔領克里米亞後，烏克蘭人成為半島上最受俄佔當局歧視的族群之一。俄方不單迫害烏克蘭的公共和政治組織的活動，包括宗教團體，還進行反烏克蘭宣传、發表仇外和沙文主義言論，並限制使用烏克蘭語和烏克蘭國家的象徵。因此，2014年初，烏克蘭語的標志逐漸地被換成俄語。2014年4月，一座分別纪念札波羅結哥薩克前領袖彼得羅·科納舍維奇-薩海達奇內和烏克蘭海軍的碑都於2014年8月在塞瓦斯托波爾被解散。2014年10月，俄方宣布將對250名烏克蘭語的教師進行俄語培訓，也解散了塔夫里大學的烏克蘭語學院。2014年11月，"克里米亞學術烏克蘭音樂劇院"被改名為"克里米亞共和國國家學術音樂劇院"，而辛菲羅波爾唯一的"烏克蘭學校體育館"則被改名為"辛菲羅波爾學術體育館"，且被转移到俄語教學。2014年12月，烏克蘭兒童劇院工作室“Svitanok”因受到政治壓迫而關閉。2016年3月，雅爾塔一座纪念列霞·烏克蘭卡的博物館聲稱因裝修而閉門。同月，俄羅斯聯邦安全局在塞瓦斯托波爾搜查了烏克蘭社會“Prosvita”的場所，並查獲了250多件“極端主義材料”。佔領當局的权力機構拘留了一些親烏克蘭的人物，包括安德烈·谢昆與阿纳托利·科瓦爾斯基等，一些被拘留者受到了酷刑。俄羅斯軍隊佔領了烏克蘭東正教的大部分教堂 ——截至2018年10月，克里米亞46個烏克蘭教區中有38個停止工作。截至2019年6月，只有一座OCU教堂仍在运作，但它也被打着維修幌子的法院判決洗劫一空。根據辛菲羅波爾和克里米亞大主教克莱門特的說法，俄佔國對烏克蘭教會的這些敌對行動旨在彻底摧毁烏克蘭人的身份和烏克蘭人在克里米亞作為一個獨立國家的地位。
2015年5月，烏克蘭文化中心在克里米亞成立，其參與者旨在保護半島上的烏克蘭文化和語言。該中心成員多次因舉办活動庆祝烏克蘭纪念日而被俄羅斯执法機構拘留，部分參與者在家中被搜身，部分參與者被俄羅斯法院追究行政責任，他们每天因發表言論而受到迫害等級。2017年8月，中心開始以烏克蘭語和俄語出版《克里姆斯基泰伦》報纸。
2015年，在UCC成員遭到迫害後，成立了以“統一俄羅斯”成員奥列格·烏西克為首的“克里米亞烏克蘭社區”組織，但後來不复存在。2018年，一個新的合法公共組織“克里米亞烏克蘭共同體”在克里米亞成立，由統一俄羅斯青年卫隊成員阿纳斯塔西娅·赫里奇娜（Анастасия Гридчина）領導。該組織表示支持俄羅斯當局的行動，否認在半島上對烏克蘭人的迫害，參與當地佔領當局的官方活動，在克里米亞舉行了多次烏克蘭侨民大會，並創建了烏克蘭語網站“Pereyaslavska”拉達2.0"。據歷史學家安德里·伊萬內茨克里姆的記者說，Realii項目，實際上該組織並不關心克里米亞的烏克蘭人的問題，而是作為信息戰的一種手段而創建的。
根據2014年4月通過的克里米亞共和國宪法，烏克蘭語成為該學科的官方語言之一（與俄語和克里米亞韃靼語一起）。盡管如此，烏克蘭語的使用范围却在不断缩小。2014年佔領後，半島上的烏克蘭語學習成為可選項目，官方記錄完全停止使用。使用烏克蘭語教學的學生人數继续减少。據俄羅斯官方統計，2016/2017學年有12,892名學生學習烏克蘭語，2017/2018學年有6,400名學生學習。與此同時，據烏克蘭和國際觀察人士稱，使用烏克蘭語教學的實際學生人數远低於官方公布的人數。據克里米亞人权組織稱，在佔領期間，學習烏克蘭語的學生人數减少了31倍 ——从2013年的13,589名學生到2016年的371名學生。2017年4月，在烏克蘭提出上诉後，聯合國海牙國際法院审議了俄羅斯违反《消除一切形式種族歧視國際公約》的案件，並通過了一項決定，根據該決定，俄羅斯應提供在半島上的烏克蘭語。據聯合國統計，2017/2018學年，克里米亞共有318名學生在烏克蘭學習。在佔領之前，克里米亞有7所烏克蘭學校，但到2018年全部翻译成俄語。根據克里米亞俄羅斯教育部的官方數據，在2018/2019學年，在克里米亞的200,700名兒童中，只有249名（0.2%）以烏克蘭語學習，一所烏克蘭語學校和5所學校，8個班級，使用烏克蘭語教學。根據克里米亞人权組織2019年的報告，克里米亞没有一所學校以烏克蘭語授课，烏克蘭語课程比官方聲稱的還要少。
一些活動人士（特别是克里米亞韃靼人，他们的社區比烏克蘭人小，但更有組織）指出，盡管統計數字很大，但克里米亞的大多數烏克蘭人很少有亲烏克蘭的政治觀點。與此同時，一些克里米亞烏克蘭人不同意這一觀點。

### 2022年俄羅斯入侵烏克蘭
在談判開始前不久，普京的新聞秘書德米特里·佩斯科夫在接受路透社採訪時概述了對烏克蘭的主要要求，其中之一是承認克里米亞是俄羅斯。烏克蘭總統澤連斯基在ABC電視频道播出時表示，他准備討論克里米亞和顿巴斯問題，但作為烏克蘭的一部分。
2022年3月29日，烏克蘭代表團團長米哈伊洛·波多利亞克提議就克里米亞和塞瓦斯托波爾的地位進行為期15年的談判。同時，莫斯科和基辅在此期間都應避免通過軍事手段解決這一問題。反過來，弗拉基米尔·梅金斯基（Vladimir Medinsky）表示這不符合俄方的立場。根據波多利亞克和大卫·阿拉卡米亞談判後的聲明，烏克蘭提議將克里米亞地位問題冻結15年，提議缔結一項國際安全保障條約，由所有行動國家簽署和批准。作為烏克蘭安全的保障者。但談判進程於2022年5月暂停。

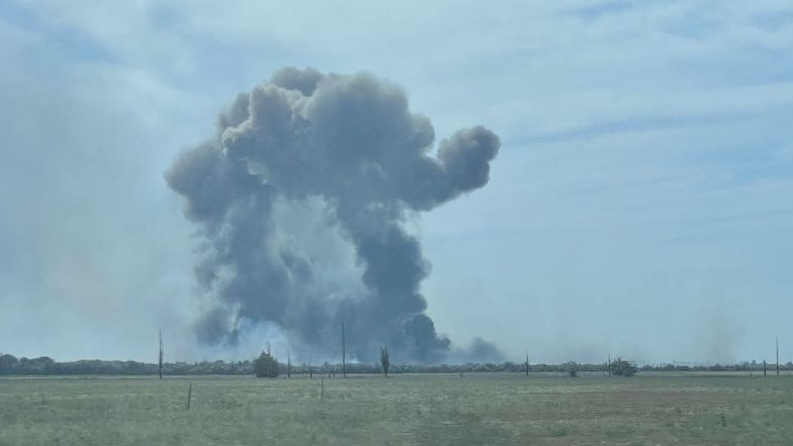
2022年8月9日，新费多里夫卡机场發生爆炸

2022年8月9日，在克里米亞軍用的新费多里夫卡机场發生爆炸。由於該基地是黑海艦隊的主要空軍基地之一，俄方的空軍能力受損，包括7到11架Su-24和Su-30SM戰機。2022年9月7日，烏克蘭武裝部隊總司令瓦列里·扎盧日內宣布對機場發動導弹襲击。
2022年8月23日，由於俄羅斯全面入侵烏克蘭，克里米亞平台第二次峰會在網上舉行。60多名參與者——國家領導人和國際組織領導人出席了此次活動。他们發表聲明支持烏克蘭。
2022年8月29日，烏克蘭總統澤連斯基表示，俄烏戰爭將在2014年開始的地方結束——烏克蘭軍隊於1991年進入國家邊界，解放了先前被佔領的每一寸烏克蘭領土，包括顿巴斯和克里米亞。
2022年9月28日，美國驻歐洲陸軍司令、退役中將本·霍奇斯確信，烏克蘭武裝部隊將能够在今年年底前將俄羅斯軍隊在2月23日推回阵地，到2023年年中，國防軍可以進入暂時佔領的克里米亞自治共和國。2022年9月30日，烏克蘭國防部情報總局局長基里爾·布達諾夫表示，“烏克蘭將返回被佔領的克里米亞——這將很快通過武器實现。克里米亞的解放不會在夏天發生，而是在春天結束之前，也許更早一點”。
2022年10月6日，美國總統拜登的政府评估了烏克蘭軍隊解放克里米亞的可能性，並指出烏克蘭很有可能成功重奪該半島的控制，所以絕不能忽視這事發生的情况。官員還強调，乌克兰武装部队在南部的推進令俄方結束該半島的佔領的機會更高。
10月8日，克里米亞大橋發生火灾，俄方在半島的當局指責烏克蘭破坏過境點。烏克蘭政府的官方推特账號發布了“病态烧伤”以回應火灾，而烏克蘭總統顧問波多利亞克則稱此次损失只是“開始”。烏克蘭國防部把克里米亞大桥的破坏與莫斯科號被擊沉進行了比较：“俄羅斯的人民，接下來會發生什么呢？”。俄方在克里米亞當局指責了烏方的行動。

## 分析
早在2008年的俄格戰爭期間，烏克蘭歷史學家和政治家就假設了類似的事件在烏克蘭發生。專家指出，俄羅斯開始吞併半島只需要一個借口，而親歐盟示威運動正好成為了那個借口。
2014年3月2日，烏克蘭大使尤里谢爾盖耶夫在聯合國安理會發表讲话，呼籲國際社會“盡一切可能”制止俄羅斯的侵略行径。他強调，在克里米亞的俄羅斯軍隊人數“每小時”都在增加。俄羅斯大使維塔利·丘爾金就稱“冷酷的頭腦必須佔上風”，呼籲西方必須停止煽動抗議者以避免冲突升級。美國大使萨曼莎·鲍尔在會議上說，俄羅斯允許使用武力是“危險和破坏稳定的”。
2014年3月2日，《華爾街日報》指出，普京的舉動自冷戰以來首次把戰爭的威胁带到了歐洲本土。
2014年4月15日，英國外交官查爾斯克劳福德寫道，他相信烏克蘭是普京重振俄羅斯帝國計劃的試驗台。克里米亞的吞併在短期內發生，但對烏克蘭的進一步征服則會長期慢慢的發生。

烏克蘭外交部副部長丹尼洛·柳布基夫斯基：
|                                                       | 在克里米亞，俄羅斯把审查制度像疾病般引入，也把仇外、限制言論自由、假公義、行政壓力和鎮壓異議者等正常化。 |
| ——2014年7月8日，烏克蘭外交部副部長 Danylo Liubkivskyi | |

2014年11月，俄羅斯總統普京的前顧問安德烈·伊拉里奧諾夫聲稱，俄羅斯入侵的計劃早在維克多·亞努科維奇上诉之前就開始了。
2017年1月，俄羅斯政治家、俄羅斯國家杜馬公平俄羅斯黨伊利亚·波诺马廖夫聲稱，吞併克里米亞的領導权委托给國防部長绍伊古和普京的助手蘇爾科夫。波諾馬廖夫後來亦因其親烏立場而遭迫害，最終流亡烏克蘭。
2019年12月17日，烏克蘭外交部回应稱，俄羅斯在克里米亞和顿巴斯的行動完全属於聯合國大會第1976號決議的侵略定義：
|                                                 | 自2014年以來，烏克蘭一直將俄羅斯在克里米亞和頓巴斯的國際非法行動定性為侵略行為。我們清楚一致地表明，俄國的此類行動完全符合聯合國大會附件第3條裡的 a、b、c、d、e 和 g 款的侵略定義，也與45年前通過的第 3314 (XXIX) 號決議的入侵定義吻合。 |
| ——乌克兰外交部的聲明，2019年12月17日，statement | |

## 城鎮的控制
| 区             | 城市                             | 人口    | 實際統治 | 备注                   |
| -------------- | -------------------------------- | ------- | -------- | ---------------------- |
| 辛菲罗波尔区   | 辛菲罗波尔                       | 340,540 | 俄羅斯   |                        |
| 刻赤区         | 刻赤                             | 154,621 | 俄羅斯   | 見克里米亞大橋爆炸事件 |
| 刻赤区         | 曉爾基諾                         | 10,131  | 俄羅斯   |                        |
| 叶夫帕托里亚区 | 叶夫帕托里亚                     | 107,877 | 俄羅斯   |                        |
| 叶夫帕托里亚区 | 薩基                             | 24,285  | 俄羅斯   | 見薩基空軍基地爆炸     |
| 雅尔塔区       | 雅尔塔                           | 74,652  | 俄羅斯   |                        |
| 雅尔塔区       | 阿盧什塔                         | 31,364  | 俄羅斯   |                        |
| 雅尔塔区       | 阿盧普卡                         | 9,063   | 俄羅斯   |                        |
| 费奥多西亚区   | 费奥多西亚                       | 66,293  | 俄羅斯   |                        |
| 费奥多西亚区   | 蘇達克                           | 17,834  | 俄羅斯   |                        |
| 费奥多西亚区   | 舊克里木                         | 10,470  | 俄羅斯   |                        |
| 占科伊区       | 占科伊                           | 37,014  | 俄羅斯   |                        |
| 巴赫奇萨赖区   | 巴赫奇薩賴                       | 28,609  | 俄羅斯   |                        |
| 巴赫奇萨赖区   | 因克爾曼                         | 13,858  | 俄羅斯   |                        |
| 彼列科普区     | 亚内卡普（克拉斯諾彼列科普斯克） | 25,569  | 俄羅斯   |                        |
| 彼列科普区     | 亞美尼亞斯克                     | 20,692  | 俄羅斯   |                        |
| 比洛希尔斯克区 | 比洛希尔斯克                     | 17,445  | 俄羅斯   |                        |
| 库尔曼区       | 库尔曼（赤卫军村）               | 11,073  | 俄羅斯   |                        |